# Ivan Dieška
Ivan Dieška (ur. 4 października 1941 w Bratysławie, zm. 10 grudnia 2006) – słowacki taternik, alpinista i autor literatury górskiej.
Ivan Dieška był aktywnym taternikiem od ok. 1960 roku, wspinał się zarówno w lecie, jak i w zimie. Wspinaczkę uprawiał nie tylko w Tatrach, bywał również w Alpach i innych górach świata. Był uczestnikiem kilku czechosłowackich wypraw w Himalaje. Od 1968 roku piastował różnorakie wysokie stanowiska w czechosłowackich i słowackich organizacjach alpinistycznych. Był autorem kilku książek o tematyce wspinaczkowej m.in. Cvičné skaly na Slovensku, Horolezectvo zblízka i współautorem książki Horolezectvo, encyklopédia.